# Trnovo (Trnovo, canton de Sarajevo)
Pour les articles homonymes, voir Trnovo.
Trnovo (en cyrillique : Трново) est un village de Bosnie-Herzégovine. Il est situé dans la municipalité de Trnovo, dans le canton de Sarajevo et dans la fédération de Bosnie-et-Herzégovine. Selon les premiers résultats du recensement bosnien de 2013, il compte 107 habitants.
Après la guerre de Bosnie-Herzégovine, la ville de Trnovo a été divisée en deux parties, l'une rattachée à la municipalité de Trnovo dans la fédération de Bosnie-et-Herzégovine, l'autre, la plus importante, rattachée à la municipalité de Trnovo dans la république serbe de Bosnie. Cette partie de Trnovo est désormais le siège de la municipalité de Trnovo dans la République serbe.

## Démographie

### Évolution historique de la population dans la localité
| 1948 | 1953 | 1961 | 1971 | 1981  | 1991  | 2013 |
| ---- | ---- | ---- | ---- | ----- | ----- | ---- |
| -    | -    | 548  | 765  | 1 403 | 2 099 | 107  |

|  |